# Marie-France Lalonde
Pour les articles homonymes, voir Lalonde.
Marie-France Lalonde (née en 1971) est une femme politique franco-ontarienne (Canada), députée de la circonscription d'Orléans à la Chambre des communes du Canada pour le Parti libéral du Canada depuis le 21 octobre 2019.
Elle a été auparavant députée libérale de la circonscription d'Orléans de juin 2014 à octobre 2019 à l'Assemblée législative de l'Ontario, membre du cabinet de Kathleen Wynne à différents postes de juin 2016 à juin 2018. Elle fut notamment la première ministre des Affaires francophones jamais nommée dans la province.

## Biographie

### Enfance et études
Marie-France Lalonde naît à Ottawa (Ontario) dans une famille franco-ontarienne et grandit à Gatineau (Québec). Elle étudie notamment au Cégep de l'Outaouais avant d'entrer à l'Université d'Ottawa.
Elle a travaillé pour l'Hôpital pour enfants de l'Est de l'Ontario ainsi qu'à l'Hôpital d'Ottawa, et elle est copropriétaire de Portobello Manor, une résidence pour personnes âgées.
Elle vit à Orléans depuis 1999.

### Carrière politique

#### Politique provinciale
Elle se lance en politique lors des élections provinciales de 2014 comme candidate libérale dans la circonscription d'Ottawa — Orléans. Elle remporte la victoire avec 53,50 % des suffrages et plus de 11000 voix d'avance sur le candidat progressiste-conservateur,.
Nommée adjointe parlementaire du ministre du Développement économique, de l'Emploi et de l'Infrastructure, elle se concentre d'abord sur les questions de développement économique. Elle a également été l'adjointe parlementaire de Madeleine Meilleur, responsable des affaires francophones.
En mars 2015, elle a présenté un projet de loi d'initiative parlementaire à l'Assemblée législative de l'Ontario, le projet de loi 75. Ce dernier prévoit l’interdiction de la production et de l'ajout de microbilles aux produits cosmétiques en Ontario. En juin 2015, le projet de loi 75 a fait l'objet d'audiences publiques en comité,.
Le 2 septembre 2015, elle est nommée whip en chef du gouvernement, poste qu'elle conserve jusqu'à sa nomination au Cabinet,.
En mars 2016, elle dépose une motion visant à faire ériger un monument aux deux premières députées élues à l'Assemblée législative de l'Ontario et reçoit l'appui unanime des trois partis.
Elle est nommée au Cabinet en tant que ministre des Services gouvernementaux et des Consommateurs et ministre responsable des Affaires francophones le 13 juin 2016. Le 12 janvier 2017, elle est transférée au poste de ministre de la Sécurité communautaire et des Services correctionnels, en remplacement de David Orazietti, qui a démissionné de façon inattendue en décembre 2016.
En juillet 2017, elle est nommée ministre des Affaires francophones. C'est la première fois que cette responsabilité est celle pleine et entière d'un ministre, et donc une délégation.
En novembre 2017, elle présente un projet de loi visant la réforme en profondeur de la loi sur les services policiers. Ce projet a été éclairé par une consultation publique et un rapport du juge Tulloch. La réforme a introduit une surveillance accrue de la police et des changements importants dans le fonctionnement de la police dans la province.
Candidate à sa succession lors des élections générales de 2018, elle fait partie des sept députés libéraux élus, n'obtenant cette fois que 39,05 % et moins de 2500 voix d'avance.

#### Politique fédérale
Le 13 mai 2019, elle annonce qu'elle se porte candidate à l'investiture du Parti libéral fédéral aux élections fédérales de 2019 pour tenter de succéder au député sortant Andrew Leslie à Orléans. Elle remporte la nomination le 19 septembre et démissionne de son siège le lendemain.
Le 21 octobre, elle remporte la circonscription d'Orléans avec 54 % des voix. Elle siège au comité permanent des anciens combattants et à celui des langues officielles.